# Alonso de Madrid (agustí)
Alonso de Madrid, nom religiós d'Alonso Garrote Sánchez (Madrid, m. 1562), fou un advocat i religiós castellà.
Fill d'Alonso Garrote i Francisca Sánchez, naturals de Getafe i residents a Madrid. Estudià cànons i lleis, tan conegut per la seva professió que arribà a ser conegut com «el gran advocat de Madrid». Més endavant per vocació religiosa va prendre hàbits a Salamanca i professà el 1517 a un convent de l'orde de Sant Agustí, company i amic de noviciat amb Tomás de Villanueva. Allà destacà per les seves virtuts i lletres, tant és així que l'emperador Carles V i el príncep d'Astúries Felip li consultaren diversos assumptes de gravetat i col·laboraren econòmicament amb ell en diverses fundacions religioses. En la seva carrera a l'orde, destaca que va ser tres vegades provincial de Castella, fundant convents a Segòvia, Galícia i el de San Felipe el Real a Madrid, després de moltes dificultats, gràcies a una butlla de Pau III de 20 de juny de 1544. Envià diversos religiosos al Perú a evangelitzar. Obtingué dues vegades el priorat del seu convent de Madrid, fou vicari de Barcelona (1545), legat a latere per a una concòrdia de certes diferències succeïdes en aquell moment, i vicari general d'Anglaterra (1558).
Morí al seu convent de Madrid el 1562, sebollit a l'entrada de la sagristia sota una llosa blanca, al costat dels seus pares.